# 玛丽亚·斯塔德尼克
玛丽亚·瓦西里夫娜·斯塔德尼克（烏克蘭語：Марія Василівна Стадник，1988年6月3日—）生于乌克兰利沃夫，是一名阿塞拜疆女子自由式摔跤运动员。她于2000年开始练习摔跤，她一开始代表乌克兰参加国际比赛，后来归化至阿塞拜疆。她的丈夫安德烈·斯塔德尼克同样也是一名摔跤选手，而她丈夫的妹妹Yana Rattigan则与她同属一个重量级。